# 都柏林 (佛羅里達州)
都柏林（英語：Dublin）是位於美國佛羅里達州萊克縣的一個非建制地區。該地的面積和人口皆未知。

## 地理
都柏林的座標為28°47′22″N 81°37′36″W / 28.78944°N 81.62667°W，而該地的平均海拔高度為24米（即79英尺）。